# Пикульский, Михаил Михайлович
Михаил Михайлович Пикульский (укр. Михайло Михайлович Пікульський; 3 сентября 1896 — 9 сентября 1969) — военный деятель, майор Войска Польского, оберштурмбаннфюрер СС.

## Биография

### Первая мировая война
Родился 3 сентября 1896 в городе Липовец (ныне Винницкая область, ранее Липовецкий уезд Киевской губернии) в семье священника. Окончил Константиновскую военную школу в Киеве. Служил в царской армии, имел звание поручика. Участник Первой мировой войны, после провозглашения УНР стал старшиной 6-й Сечевой дивизии. Участник Второго зимнего похода. Попал в польский плен, интернирован в Александре-Куявском, позднее выслан в Щипёрно под Калишем. Слушающий академических курсов Генерального штаба Армии УНР в 1923—1924 годы.

### Вторая мировая война
С 1927 года Пикульский служил по контракту в Войске Польском, имел звание майора (служил в войсках связи). В сентябре 1939 года награждён Крестом Храбрых за мужество, оказанное при обороне Варшавы, но после капитуляции Пикульский попал в плен. Оттуда он после уговоров ОУН сбежал, а затем и вовсе перешёл на сторону немцев. Он начал служить в абвере под псевдонимом «Зоенко» и заниматься вербовкой агентуры. После вторжения вермахта в СССР Пикульский записался добровольцем в батальон шуцманшафта, который позднее сражался под Сталинградом в 6-й армии фельдмаршала Фридриха Паулюса. 6-я армия была полностью разгромлена, и Пикульский чудом сумел эвакуироваться.
Летом 1943 года Пикульский вступил в боевое управление 14-й ваффен-гренадерской дивизии СС «Галичина», получив соответствующее звание оберштурмбанфюрера СС. В 1944 году он попал в плен после боёв в Румынии и был осуждён за сотрудничество с нацистами на 12 лет тюрьмы. После освобождения в разгар «оттепели» Пикульский как гражданин Польши выехал в город Ченстохова, где и остался жить до смерти (19 сентября 1969 года).